# 소니촌
소니촌(일본어: 曽爾村)은 일본 나라현 우다군의 촌이다.

## 지리
나라현 북동부, 우다군 동부에 위치한다. 냉량 다우의 기후로 주거지는 중앙부의 계곡 부근에 집중한다.
동부의 소니 고원은 억새 명소로 알려져 있다. 또 미에현 나바리시와 접하는 북부의 고치다니는 가을 단풍을 사랑하는 관광객으로 활기찬다.

## 역사
- 1889년 4월 1일 - 정촌제 시행과 함께 성립하였다.
- 1954년 10월 1일 - 무로촌(현 우다시)의 일부를 편입하였다.

## 교통

### 도로
- 국도 제369호선 (일본)(일본어판)